# Jaime Azcárraga
Jaime Azcárraga Romandía (Ciudad de México, 9 de septiembre de 1959) es un jinete mexicano que compitió en la modalidad de salto ecuestre. Ganó tres medallas en los Juegos Panamericanos, en los años 1983 y 1995.

## Palmarés internacional
| Juegos Panamericanos | Juegos Panamericanos      | Juegos Panamericanos | Juegos Panamericanos |
| Año                  | Lugar                     | Medalla              | Categoría            |
| -------------------- | ------------------------- | -------------------- | -------------------- |
| 1983                 | Caracas (Venezuela)       | Medalla de bronce    | Por equipos          |
| 1995                 | Mar del Plata (Argentina) | Medalla de plata     | Individual           |
| 1995                 | Mar del Plata (Argentina) | Medalla de plata     | Por equipos          |